# Лужки (Зеленоградський район)
Лужки (рос. Лужки) — селище Зеленоградського району, Калінінградської області Росії. Входить до складу Ковровського сільського поселення.
Населення — 16 осіб (2015 рік).

## Населення
| 2002 | 2010 |
| ---- | ---- |
| 14   | ↗16  |